# Юнацька збірна Нової Каледонії з футболу (U-17)
Юнацька збірна Нової Каледонії з футболу (U-17) — національна футбольна збірна Нової Каледонії, що складається із гравців віком до 17 років. Керівництво командою здійснює Федерація футболу Нової Каледонії.
Головним континентальним турніром для команди є Юнацький чемпіонат ОФК, який з 2018 року розігрується серед команд з віковим обмеженням до 16 років і успішний виступ на якому дозволяє отримати путівку на Чемпіонат світу (U-17). Також може брати участь у товариських і регіональних змаганнях.
Протягом 1980-х років брала участь у відбіркових турнірах на світову першість у форматі U-16.

## Виступи на міжнародних турнірах

### Юнацький чемпіонат світу (U-16)
| Статистика чемпіонатів світу (U-17) | Статистика чемпіонатів світу (U-17) | Статистика чемпіонатів світу (U-17) | Статистика чемпіонатів світу (U-17) | Статистика чемпіонатів світу (U-17) | Статистика чемпіонатів світу (U-17) | Статистика чемпіонатів світу (U-17) | Статистика чемпіонатів світу (U-17) | Статистика чемпіонатів світу (U-17) | Статистика чемпіонатів світу (U-17) |                    |
| Рік                                 | Раунд                               | І                                   | В                                   | Н                                   | П                                   | Г+                                  | Г-                                  | РГ                                  | О                                   |                    |
| ----------------------------------- | ----------------------------------- | ----------------------------------- | ----------------------------------- | ----------------------------------- | ----------------------------------- | ----------------------------------- | ----------------------------------- | ----------------------------------- | ----------------------------------- | ------------------ |
| 1985                                | не кваліфікувалася                  | не кваліфікувалася                  | не кваліфікувалася                  | не кваліфікувалася                  | не кваліфікувалася                  | не кваліфікувалася                  | не кваліфікувалася                  | не кваліфікувалася                  | не кваліфікувалася                  | не кваліфікувалася |
| 1987–1997                           | не брала участь                     | не брала участь                     | не брала участь                     | не брала участь                     | не брала участь                     | не брала участь                     | не брала участь                     | не брала участь                     | не брала участь                     | не брала участь    |
| 1999                                | не кваліфікувалася                  | не кваліфікувалася                  | не кваліфікувалася                  | не кваліфікувалася                  | не кваліфікувалася                  | не кваліфікувалася                  | не кваліфікувалася                  | не кваліфікувалася                  | не кваліфікувалася                  | не кваліфікувалася |
| 2001                                | знялася                             | знялася                             | знялася                             | знялася                             | знялася                             | знялася                             | знялася                             | знялася                             | знялася                             | знялася            |
| 2003–2015                           | не кваліфікувалася                  | не кваліфікувалася                  | не кваліфікувалася                  | не кваліфікувалася                  | не кваліфікувалася                  | не кваліфікувалася                  | не кваліфікувалася                  | не кваліфікувалася                  | не кваліфікувалася                  | не кваліфікувалася |
| 2017                                | груповий етап                       | 3                                   | 0                                   | 1                                   | 2                                   | 2                                   | 13                                  | –11                                 | 1                                   |                    |
| 2019                                | не кваліфікувалася                  | не кваліфікувалася                  | не кваліфікувалася                  | не кваліфікувалася                  | не кваліфікувалася                  | не кваліфікувалася                  | не кваліфікувалася                  | не кваліфікувалася                  | не кваліфікувалася                  | не кваліфікувалася |
| 2021                                | не визначено                        | не визначено                        | не визначено                        | не визначено                        | не визначено                        | не визначено                        | не визначено                        | не визначено                        | не визначено                        | не визначено       |
| Усього                              | груповий етап                       | 3                                   | 0                                   | 1                                   | 2                                   | 2                                   | 13                                  | –11                                 | 1                                   |                    |

### Юнацький чемпіонат ОФК
| Юнацький чемпіонат ОФК | Юнацький чемпіонат ОФК | Юнацький чемпіонат ОФК | Юнацький чемпіонат ОФК | Юнацький чемпіонат ОФК | Юнацький чемпіонат ОФК | Юнацький чемпіонат ОФК | Юнацький чемпіонат ОФК | Юнацький чемпіонат ОФК | Юнацький чемпіонат ОФК |                 |
| Рік                    | Раунд                  | І                      | В                      | Н                      | П                      | Г+                     | Г-                     | РГ                     | О                      |                 |
| ---------------------- | ---------------------- | ---------------------- | ---------------------- | ---------------------- | ---------------------- | ---------------------- | ---------------------- | ---------------------- | ---------------------- | --------------- |
| 1983                   | четверте місце         | 5                      | 2                      | 0                      | 3                      | 6                      | 12                     | −6                     | 4                      |                 |
| 1986–1997              | не брала участь        | не брала участь        | не брала участь        | не брала участь        | не брала участь        | не брала участь        | не брала участь        | не брала участь        | не брала участь        | не брала участь |
| 1999                   | четверте місце         | 6                      | 2                      | 1                      | 3                      | 7                      | 15                     | −8                     | 7                      |                 |
| 2001                   | знялася                | знялася                | знялася                | знялася                | знялася                | знялася                | знялася                | знялася                | знялася                | знялася         |
| 2003                   | віце-чемпіон           | 6                      | 4                      | 0                      | 2                      | 12                     | 7                      | 5                      | 12                     |                 |
| 2005                   | четверте місце         | 6                      | 3                      | 0                      | 3                      | 13                     | 13                     | 0                      | 9                      |                 |
| 2007                   | четверте місце         | 3                      | 0                      | 2                      | 1                      | 1                      | 5                      | −4                     | 2                      |                 |
| 2009                   | третє місце            | 3                      | 1                      | 0                      | 2                      | 3                      | 7                      | −4                     | 3                      |                 |
| 2011                   | груповий етап          | 4                      | 2                      | 0                      | 2                      | 27                     | 6                      | 21                     | 6                      |                 |
| 2013                   | віце-чемпіон           | 5                      | 3                      | 0                      | 2                      | 10                     | 7                      | 3                      | 9                      |                 |
| 2015                   | четверте місце         | 7                      | 4                      | 0                      | 3                      | 24                     | 17                     | 7                      | 12                     |                 |
| 2017                   | віце-чемпіон           | 5                      | 2                      | 1                      | 2                      | 10                     | 14                     | −4                     | 7                      |                 |
| 2018                   | груповий етап          | 3                      | 0                      | 1                      | 2                      | 2                      | 4                      | −2                     | 1                      |                 |
| Усього                 | віце-чемпіон           | 53                     | 23                     | 5                      | 25                     | 115                    | 107                    | +8                     | 71                     |                 |